# Dissonanzen (Hörfunksendung)

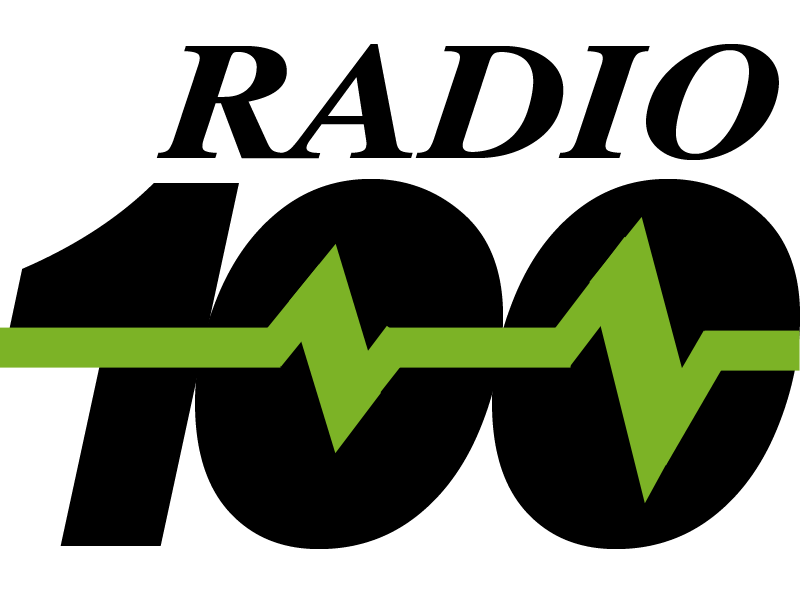
Das Radio 100-Logo

Dissonanzen war der Name der Frauenredaktion und der gleichnamigen Sendung des linksalternativen und -radikalen Radiosenders Radio 100, aus der Taufe gehoben im Jahre 1986 in Berlin-Schöneberg. Radio 100 konnte in ganz Berlin und Teilen der DDR terrestrisch empfangen werden. Dissonanzen war die erste funktionierende RADIO 100-Redaktion. Sie sendete vom 1. März 1987 bis 28. Februar 1991 mindestens 1 Stunde lang täglich von Montag bis Freitag.
Namensgeberinnen waren Regina Schütze und Marion Fabian, seinerzeit Mitglieder der treibenden Gründungskraft des Senders und Gesellschafters ARB – Anderes Radio Berlin. Weitere Gründungsmitglieder waren u. a. Rose Gauger († 2008), Gitti Hentschel, Ilona Marenbach, Judith Piontek, Karin Wieners und Rena Töpfer.
Dissonanzen regte feministische Diskussionen an, bestückte andere Radio 100-Redaktionen mit Beiträgen und gab ihnen Anregungen zu frauenrelevanten Themen. Neben der expliziten politischen Ausrichtung und Parteinahme für Frauen hob sich Dissonanzen durch die Musikauswahl von jeglichen Radiosendern ab. Nicht allein die Frauenstimmen in der Musik waren maßgeblich, es wurden Langspielplatten von Komponistinnen, Instrumentalistinnen und Frauenbands vielfältiger Genres aufgelegt.
Einzelne Mitglieder der Frauenredaktion hatten zusätzlich eigene Sendeplätze für Kultur- und Musiksendungen, beispielsweise „Sie, die Musikseuche“ und „Teeschock“.
Nach dem Aus des Senders durch eine zweifelhafte Insolvenz konnten mehrere Mitarbeiterinnen das Sprungbrett Radio 100 zu journalistischen Karrieren in der etablierten Radio- und Fernsehwelt sowie der Presselandschaft nutzen.
Im Rahmen des 30-jährigen Sendestartjubiläums von Radio 100, das am 3. und 4. März 2017 im Columbia Theater, Berlin, begangen wurde, war Dissonanzen wieder zu hören in einer zweistündigen Sendung, zu Gast bei reboot.fm auf der terrestrischen Frequenz 88,4 MHz und im Internet. In einem Panel diskutierten drei Generationen Radiomacherinnen über die Entwicklung des Feminismus. Die Frauen mit Sendungsbewusstsein stellten einhellig fest, dass sie tatsächlich noch über viele Themen sprechen müssen, die schon vor 30 Jahren relevant waren: Gesine Strempel (Zeitpunkte SFB/RBB), Marion Fabian (Dissonanzen), Ulrike Ertl (Sissi FM), Julia Bonn und Anna-Lena Wenzel (Missy), Moderation: Judith Fiedler (Radio 100).
Dissonanzen-Frauen nahmen ein Angebot von reboot.fm an und senden ab 21. Mai 2017 vorerst alle vier Wochen sonntags von 17 bis 18 Uhr auf 88,4 MHz und live im Internet. Die Rückkehr der Dissonanzen. Denn: es kann gar nicht genug Radiosendungen geben, die unsere Welt aus feministischer Sicht betrachten.